# Susan Oliver
Susan Oliver (New York, 13 februari 1932 - Woodland Hills, 10 mei 1990), geboren als Charlotte Gercke, was een Amerikaans actrice, televisieregisseur en pilote.
Tijdens de Tweede Wereldoorlog werd haar vader lid van de United States Information Agency, waardoor hij in 1946 met de familie verhuisde naar Japan. In 1949 keerden ze terug en verhuisden ze naar Californië, waar Oliver besloot actrice te worden.
In 1949 begon ze met het studeren van drama. Ze was in 1956 voor het eerst te zien op televisie, met een gastrol in Studio One in Hollywood. In 1957 maakte ze haar debuut op Broadway, met een rol in het toneelstuk Small War on Murray Hill. Daarnaast maakte ze haar filmdebuut met de hoofdrol in de B-film The Green-Eyed Blonde (1957).
Oliver speelde hierna voornamelijk gastrollen in televisieseries. In 1959 verhuisde ze van New York naar Los Angeles, waar ze tegenover Sal Mineo een femme fatale speelde in The Gene Krupa Story (1959). Een jaar later had ze een bijrol in het Elizabeth Taylor-vehikel Butterfield 8 (1960). In de periode 1960-1963 speelde ze meer dan dertig gastrollen in televisieseries. Ook speelde ze in de film The Caretakers (1963). Een jaar later was ze tegenover Charles Bronson en de jonge Kurt Russell te zien in de western Guns of Diablo (1964), die uiteindelijk over de hele wereld gedraaid zou worden.
Oliver zou in 1964 nog drie filmrollen spelen en te zien zijn in een aflevering van The Andy Griffith Show. Niet veel later speelde ze in de pilotaflevering van Star Trek. In 1966 nam ze de tragische rol van Ann Howard op zich voor de soapserie Peyton Place. Nadat haar personage kwam te overlijden, was ze te zien in de dramafilm The Love-Ins (1967). Vervolgens speelde ze in nog een aantal B-films.
In 1966 overleefde Oliver een vliegtuigongeluk, waarna ze vliegtuigen leerde te besturen.
In 1975 kreeg Oliver de rol van Laura Spencer Horton in de soapserie Days of Our Lives. Nadat ze de rol een seizoen lang speelde, schreef en regisseerde ze de korte film Cowboysan. Later regisseerde ze ook een aflevering van M*A*S*H en Trapper John, M.D..
Na gastrollen in Magnum, P.I., Murder, She Wrote en Simon & Simon, was ze in 1989 voor het laatst op televisie te zien in een aflevering van Freddy's Nightmares. Een jaar later zou ze als gevolg van jaren roken, sterven aan longkanker.
- Biblioteca Nacional de España: XX1672329
- Catàleg d'autoritats de noms i títols de Catalunya: 981058510285806706
- International Standard Name Identifier: 0000 0000 8023 3103
- Library of Congress Control Number: n83047989
- SNAC: w6wh4k3z
- Virtual International Authority File: 33368810
- WorldCat: E39PBJbWqB3CmvMjgpD6RFY3wC